# Alsterån
Alsterån är en å i östra Småland. Alsterån rinner upp i sjön Alstern (219 m ö.h.) och strömmar österut mot Kalmarsund, där ån mynnar vid Pataholm nära Ålem. Längd 125 km inkl. källflöden. Avrinningsområdet är cirka 1 600 km². Vid mynningen är medelflödet cirka 10 m³/s. Viktigaste biflöde är Badebodaån. Längs ån finns orter som Sävsjöström, Alsterfors, Alstermo, Fröseke, Alsterbro, Blomstermåla och Ålem. 
Förutom Alstern kan inom Alsteråns flodområde nämnas sjöarna Uvasjön, Store Hindsjön, Hultsnäsesjön och framför allt den största sjön, Allgunnen (85 m ö.h.).
Alsterån är rik på havsvandrande öring ända upp till Hornsö vattenkraftverk som utgör ett definitivt vandringshinder för fisk. Ingen fiskväg finns än.
Alsteråns Vattenråd ansvarar för recipientkontrollen av Alsteråns vattendrag och sjöar. 